# Guidizzolo
Guidizzolo is een gemeente in de Italiaanse provincie Mantua (regio Lombardije) en telt 5454 inwoners (31-12-2004). De oppervlakte bedraagt 22,5 km², de bevolkingsdichtheid is 235 inwoners per km².

## Demografie
Guidizzolo telt ongeveer 2078 huishoudens. Het aantal inwoners steeg in de periode 1991-2001 met 5,0% volgens cijfers uit de tienjaarlijkse volkstellingen van ISTAT.
| Jaar | Inwoneraantal |
| ---- | ------------- |
| 1991 | 4933          |
| 2001 | 5178          |

## Geografie
Guidizzolo grenst aan de volgende gemeenten: Cavriana, Ceresara, Goito, Medole en Solferino.

## Externe link

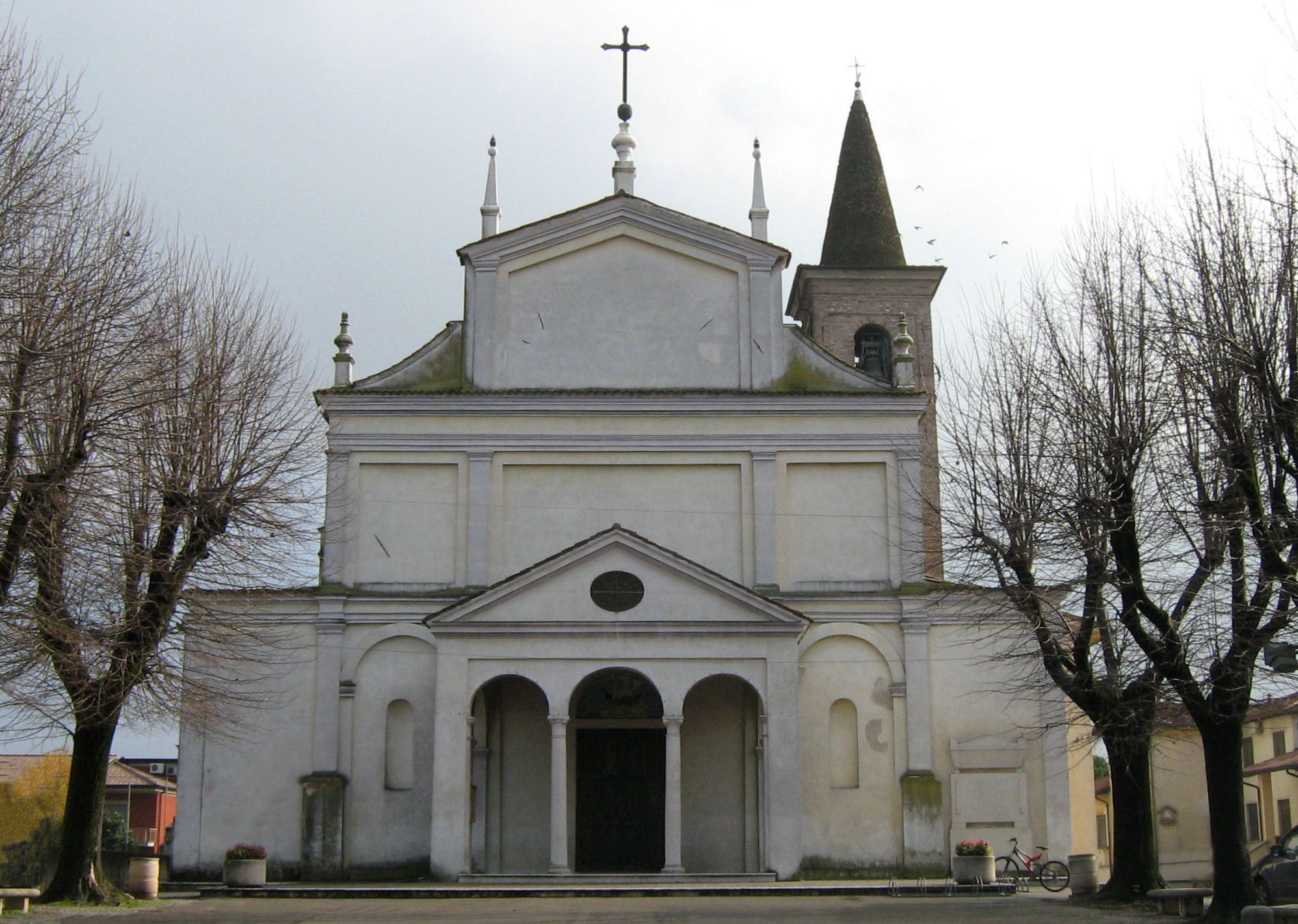
Kerk